# Giuseppe Bastianini
Giuseppe Bastianini (ur. 8 marca 1899 w Perugii, zm. 17 grudnia 1961 w Medionalnie) – włoski polityk i dyplomata. Początkowo związany z ruchem faszystowskim, później w opozycji do Benita Mussoliniego.

## Życiorys
Bastianini urodził się w Perugii. W młodości stał się lokalnym faszystowskim przywódcą w Umbrii, gdzie zdobył sławę jako członek radykalnego skrzydła ruchu. Po przejęciu władzy przez Mussoliniego Bastianini został mianowany szefem Fasci Italiani all’Estero, ruchu mającego na celu koordynację działań włoskich faszystów niemieszkających wówczas we Włoszech.
Działania Bastianiniego doprowadziły do konfliktu z włoskimi dyplomatami, którzy uważali, że jego ruch dąży do upolitycznienia ich pracy. Bastianini wezwał do pełnej reformy służby dyplomatycznej, podkreślając, że tylko prawdziwi faszyści powinni być dyplomatami. W końcu Benito Mussolini doprowadził do kompromisu, oddalając dyplomatów, którzy nie byli członkami faszystowskiej partii, ale również ograniczając władzę ruchu Bastianiniego. Bastianini zrezygnował ze stanowiska szefa Fasci Italiani all’Estero pod koniec 1926 roku, jednocześnie rozpoczynając pracę we włoskiej dyplomacji. W latach 30 był ambasadorem w Polsce. W 1936 otrzymał Order Orła Białego.
W 1941 Bastianini został mianowany gubernatorem Dalmacji. Jako gubernator Bastianini nadzorował deportację Żydów z regionu, do obozów koncentracyjnych we Włoszech. Bastianini również ustanowił politykę italianizacji, zmieniając nazwy miejscowości z chorwackiego na włoski. W tym czasie wszedł w konflikt z wojskowymi dowódcami w Dalmacji. Został odwołany w styczniu 1943 roku z funkcji gubernatora i powołany na stanowisko podsekretarza w Ministerstwie Spraw Zagranicznych w lutym 1943 roku, zastępując Galeazzo Ciano. Podczas pełnienia funkcji zaproponował dwa możliwe podejścia, które jego zdaniem mogły udaremnić inwazję aliantów we Włoszech: negocjowanie przez Mussoliniego i Hitlera ugody z ZSRR i przekonania aliantów zachodnich do zaakceptowania porozumienia pokojowego kompromisu. Przesunięcia może następnie we Włoszech, taktykę, że czuł by zmusić aliantów zachodnich do zaakceptowania porozumienia pokojowego kompromisu. Inną koncepcją miało być wycofanie się Włoch z działań wojennych. Obie propozycje zostały przez Mussoliniego odrzucone. Podczas zebrania Wielkiej Faszystowskiej Rady w dniu 25 lipca 1943, podczas której odsunięto od władzy Mussoliniego, Bastianini poparł Dino Grandiego przeciw Mussoliniemu.
Bastianini zmarł w Mediolanie w wieku 62.